# Дэр, Филлис
Филлис Дэр (англ. Phyllis Dare; 15 августа 1890 — 27 апреля 1975) — британская певица, актриса, известная по своим выступлениям в Эдвардианской музыкальной комедии и в различных мюзиклах в первой половине XX века.

## Жизнь и карьера
Родилась в Челси, в Лондоне под именем Филлис Констанция Хадди Доунс (англ. Phyllis Constance Haddie Dones). Её отец, Артур Альберт Доунс, был разводчиком. Её матерью была Харриет Амелия Уилер. Дэр была младшей дочерью из трёх детей. Её сестра Зена,которая была на три с половиной года старше её, также стала актрисой комедийных мюзиклов. Также у них был брат Джек.

### Ранняя карьера
Первое выступление Дэр на театральной сцене состоялось в 1899 году в возрасте 9 лет, когда она сыграла в рождественской пантомиме Babes in the Wood, прошедшей в Coronet Theatre в Лондоне. Её сестра Зена также участвовала в этой постановке, и они обе взяли себе фамилию Дэр в качестве псевдонима. В следующем 1900 году Филлис сыграла роль маленькой Кристины в постановке Ib and Little Christina в Prince of Wales's Theatre, в том же году она повторно исполнила эту роль в Coronet Theatre и в конце года участвовала в рождественской пантомиме Little Red Riding Hood в Манчестере. В 1901 году исполнила роль девочки в постановке The Wilderness, и после этого Сеймур Хикс и Эллалайн Террисс выбрали её для участия в мюзикле Bluebell in Fairyland. В последующее рождество она сыграла в постановке The Forty Thieves.
Дэр потребовалось несколько лет, чтобы сосредоточиться на учёбе. В течение этого периода в марте 1903 года она получила предложение от Лорда Далмени. Его семья не одобрила это и молодой дворянин был вынужден отправиться в Шотландию. Когда её сестра Зена получила предложение от Морриса Бретта, второго сына Лорда Эшера, то его семья одобрила это, и они поженились в 1911 году.
В 1905 году сразу после её пятнадцатилетия, Дэр благодаря Террис получила главную роль Анжелы в The Catch of the Season. роль была создана для сестры Дэр, — Зены. После этого Дэр появилась в пантомиме Золушка, проходившей в Ньюкасле. Вскоре она составила сцену и отправилась в бельгийский женский монастырь, чтобы продолжить учёбу. Распространился слух о том, что причиной её внезапного отъезда была беременность. В любом случае в 1906 году она вместе со своим отцом в спешке вернулась в Лондон, чтобы исполнить небольшую роль Джулии Чалдикот в музыкальной комедии The Belle of Mayfair, когда Эдна Мэй оставила Водевильский театр. Только в 16 лет она стала одной из главных актрис Лондона.

### Звезда мюзиклов
В 1907 году Дэр опубликовала свою автобиографию From School to Stage (рус. От школы к сцене). В том же году она появилась в постановке the Sandow Girl в рамках провинциальных гастролей постановки The Dairymaids и снова появилась в рождественской пантомиме Золушка. В 1908 году Дэр на два месяца вернулась в мюзикл The Dairymaids, проходившего на тот момент в Театре Адельфи. Тогда же она опять сыграла роль в Золушке.
В 1909 году Дэр получила роль Эйлин Каванаг в хите-мюзикле The Arcadians, проходившего в Original Shaftesbury Theatre. В своём обзоре Playgoer and Society Illustrated писала следующее: «Мисс Филлис Дэр делает всё, что от неё ожидают; она красиво танцует, сладко поёт и прекрасно выглядит….». Этот мюзикл был необычайно длинным и всего прошло 809 выступлений, а Дэр отыграла их все. Мюзикл положил начало сотрудничества с театральным менеджером Джорджем Эдуардсом последующие три года она продолжила участвовать в нескольких постановках, включая The Girl in the Train в Водевилльском театре (1910, в роли Гонды ван дер Лоо), Пэгги в Gaiety Theatre (1911, в одноимённой роли), The Quaker Girl в Париже (1911, в роли Пруденс) и Жизнерадостная девочка в the Gaiety, а затем в рамках тура (1912-13, в роли Далии Дейл). В 1913 году она оставила The Sunshine Girl, чтобы присоединиться к комедийному мюзиклу The Dancing Mistress, где играла роль Нэнси Джойс в Театре Адельфи.
Дэр начала строить отношения с композитором Полом Рубенсом. Он написал музыку для The Sunshine Girl и The Dairymaids, и они познакомились. Ещё он сочинил музыку для шести постановок, включая Девушка из Юты в the Adelphi (1913, роль Доры Маннерс), Miss Hook of Holland в театре принца Уэльского (возрождена в 1914 году, роль Салли Хук) и Tina в Театре Адельфи (1915, роль Тины). Также он посвятил Дэр свою известную песню, «I Love the Moon». Во время участия в Tina, Дэр обручилась с Рубенсом. Их отношения закончились, когда Рубенс заболел туберкулёзом. В 1917 году он скончался в возрасте 41 года.

### Поздние годы

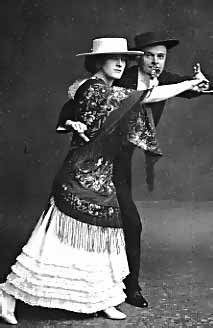
Гроссмит и Дэр в музыкальной комедии The Sunshine Girl

В течение следующих лет она редко выступала на сцене, появившись в постановке Hanky-Panky в Empire Theatre в 1917 году. В 1919 году вернулась на сцену, исполнив роль Люсьен Токе в Kissing Time в the Winter Garden, а затем исполнила роль принцессы Бадр-аль-Будур в Алладдине в 1920 году на Лондонском Ипподроме. На протяжении 1920-х годов она продолжала участвовать в таких успешных постановках как, The Lady of the Rose в роли Марианы, в Daly's Theatre (1922), в Уличная певица в роли Иветт (1924; 360 выступлений в Lyric Theatre и на гастролях), и в постановке Роджерса и Харта Lido Lady в роли Фэй Блейк в the Gaiety Theatre (1926), где исполнила песню «Atlantic Blues». После этого она вернулась к пьесам; в частности она появилась в Aren’t We All (1929) Words and Music (1932) и The Fugitives (1936).
Также Дэр появилась в некоторых фильмах, включая The Argentine Tango and Other Dances (1913), Dr. Wake's Patient (1916), The Common Law (1923), Crime on the Hill (1933), Debt of Honour (1936), Marigold (1938) и Gildersleeve on Broadway (1943). В 1920 году в честь Дэр была названа чистокровная лошадь.
В 1940 году впервые за сорок лет, Зена и Филлис Дэр сыграли в постановке Full House, где Дэр исполнила роль Лилы Линдхолл. В 1941-42 годах исполнила роль Джульетт Мэддок в Other People’s Houses, а в 1946 году исполнила роль Маркизы из Мерестона в Lady Frederick в савойском театре. В 1949 году Дэр исполнила роль Марты в мюзикле Айвора Новелло Королевская рапсодия (снова вместе со своей сестрой Зеной). Мюзикл ставился два года и был последним вкладом Дэр в театральную индустрию.
В возрасте 61 года Дэр удалилась в Брайтон, где и умерла в возрасте 84 лет. Её сестра ушла из жизни на шесть недель раньше.